# Dance Dance Revolution SuperNOVA 2
Dance Dance Revolution SuperNOVA 2 — игра, входящая в семейство танцевальных игр серии Dance Dance Revolution / Dancing Stage, разработанная в 2007 году фирмой Konami Digital Entertainment, Inc. Игра была выпущена в двух вариантах: домашняя версия для приставки PlayStation 2 и в качестве аркадных автоматов, выпущенных на территории США и Японии.

## Особенности игрового процесса

### Градация оценок
С выходом DDR SuperNOVA 2 система подсчёта очков кардинально изменилась, заимствовав многие элементы из системы, практикуемой в Beatmania IIDX . Например, для получения оценки «ААА» отныне достаточно набрать лишь 99 % от максимально возможного количества очков, а за прохождение песни без единого пропуска и только на оценки не ниже PERFECT!! была введена новая оценка: «AAA Perfect Full Combo». Оценки «N.G.» за срывы протяжек на получение «AAA Perfect Full Combo» не влияют.

### Extra Stage
Правила получения Extra Stage с в DDRSN2 значительно отличаются от всех предыдущих игр серии. Отныне игрокам сначала необходимо пройти любую песню в первом или втором раунде на любом уровне сложности как минимум на оценку А. После этого во время финального раунда станет доступной к прохождению песня Unreal на том же уровне сложности, на котором была ранее получена оценка А. Если игроку удалось получить оценку АА, то песня Unreal откроется в финальном раунде на всех доступных уровнях сложности. Для получения Extra Stage в финальном раунде необходимо пройти песню Unreal или любую другую песню в той же категории сложности, выбранную опцией Random на оценку АА или выше.
Специальной песней, которую предлагается пройти игроку в качестве Extra Stage является NGO. Как и в случае с открытием песни Unreal, прохождение финального раунда на оценку АА или выше сделает доступным для Extra Stage тот же уровень сложности песни NGO, на котором был пройден финальный раунд.
Для прохождения Extra Stage может быть выбрана абсолютно любая песня на любом уровне сложности, но лишь прохождение NGO или любой другой песни, выбранной с помощью опции Random в той же категории сложности на оценку АА или выше, позволит игроку получить второй дополнительный раунд — Encore Extra Stage. Во время этого раунда становится доступна новая песня TRIP MACHINE PhoeniX на том же уровне сложности, на котором был пройден Extra Stage. Несмотря на это, игроки вправе свободно выбрать и любую другую песню.

## Новые песни
Приведённый ниже список полностью базируется на японской аркадной версии игры.

### Новые «лицензированные» песни
- Ain’t No Mountain High Enough / SLOTH MUSIC PROJECT feat. MALAYA (made famous by Diana Ross)
- Angelus/ Hitomi Shimatani
- Burn Baby Burn / SLOTH MUSIC PROJECT feat. ANDY L (as made famous by Ash)
- Come Clean / NM feat. Susan Z. (as made famous by Hilary Duff)
- Faint / PEGASUS (as made famous by Linkin Park)
- Me Against the Music / HELEN (as made famous by Britney Spears)
- My Favorite Things / SLOTH MUSIC PROJECT feat. ALISON WADE
- stealth / Daisuke Asakura
- Sunrise (Jason Nevins Remix) / Duran Duran
- switch / Daisuke Asakura ex. TËЯRA
- Trust -Dance Dance Revolution mix- / Tatsh feat. Yoko (from Tengen Toppa Gurren Lagann character CD)
- Two Months Off / TECHNO MASTERS (as made famous by Underworld)
- Unbelievable / EMF
- Waiting for Tonight / P.A.T. (as made famous by Дженнифер Лопес)

### Новые песни «KONAMI Originals»
- A thing called LOVE / D-Crew 2 US
- dream of love / Kaori Nishina
- Electrified / SySF.
- Every Day, Every Night (NM STYLE) / Lea Drop feat. Ant Johnson
- Freeway Shuffle / DJ TAKA
- GIRIGILI Burning 24H! / Cheki-Rows
- Jupiter (The Bringer of Jollity) / PLEASIDES PRODUCTION*
- L’amour et la liberte (Darwin & DJ Silver Remix) / NAOKI in the MERCURE*
- Music In The Rhythm / nc ft. Electric Touch
- NGO / Keiichi Nabeshima
- PARANOiA HADES / αTYPE-300*
- Pluto / Black∞Hole*
- Pluto Relinquish / 2MB*
- Poseidon / NAOKI underground*
- Saturn / Mr. Saturn*
- Shades of Grey / Fracus
- SUNKiSS♥DROP / jun with Alison*
- TRIP MACHINE PhoeniX / DE-SIRE alterative*
- Unreal / Black Rose Garden
- Uranus / Tatsh SN 2 Style*
- Vem brincar / Caldeira feat. Téka Penteriche
- volcano / Yasuhiro Abe
- Why not / Darwin

### Новые песни из другихBemaniигр
- Arrabbiata / Reven-G alterative*
- Blind Justice (Torn Souls, Hurt Faiths) / Zektbach
- Bloody Tears (IIDX EDITION) / DJ YOSHITAKA*
- CaptivAte ~Chikai~ / DJ Yoshitaka feat. A/I*
- MARS WARS 3 / Jet Girl Spin*
- Raspberry ♥ Heart (English version) / jun feat. PAULA TERRY
- STARS★★★ (Re-tuned by HΛL) -DDR Edition- / TЁЯRA*
- Venus / Tatsh+RayZY*
- Votum stellarum -forest #25 DDR RMX- / iconoclasm*
- FIRE / Mitsuhiko Izumi*

### Groove Radar specials
- AM-3P («CHAOS» SPECIAL) / ktZ
- BRILLIANT 2U («STREAM» SPECIAL) / NAOKI
- B4U («VOLTAGE» SPECIAL) / NAOKI
- D2R («FREEZE» SPECIAL) / NAOKI
- DYNAMITE RAVE («AIR» SPECIAL) / NAOKI
- DEAD END («GROOVE RADAR» SPECIAL) / N&S

### Песни из консольных версий игры
- Baby’s Tears (SKY GIRLS opening theme) / 小坂りゆ (Riyu Kosaka)
- Feelings Won’t Fade (Extend Trance Mix) / Sy. SF
- Flow (Jammin' Ragga Mix) / Scotty D. revisits U1
- Fly away -mix del matador- / Shawn The Horny Master feat. ChiyoTia
- MOONSTER / kobo uniting Marsha & D.
- Silver Platform -I wanna get your heart- / U1 Reincarnates w/ Leah
- SOUL CRASH / nc feat. HARDCORE NATION
- Trim / kobo

Саундтрек игры содержит в себе 14 лицензированных песен и 33 новых трека от Konami.

## Отзывы
| Сводный рейтинг | Сводный рейтинг |
| Агрегатор       | Оценка          |
| --------------- | --------------- |
| GameRankings    | 72,50 %         |